# Levendbarende padden
Levendbarende padden (Nectophrynoides) zijn een geslacht van kikkers uit de familie padden (Bufonidae).
De groep werd voor het eerst wetenschappelijk beschreven door Alfred Noble in 1926. Oorspronkelijk werd de wetenschappelijke naam Tornierobates gebruikt. Er zijn dertien verschillende soorten, inclusief de pas in 2007 ontdekte soort Nectophrynoides paulae. Alle soorten zijn endemisch in het Afrikaanse land Tanzania.
Van een aantal soorten is bekend dat de jongen levend worden geboren, wat uniek is binnen de kikkers. Hiervoor is noodzakelijk dat een inwendige bevruchting plaatsvindt, wat eveneens zeer uitzonderlijk is, kikkers hebben namelijk geen penis.

## Soorten
Geslacht Nectophrynoides
- Soort Nectophrynoides asperginis
- Soort Nectophrynoides cryptus
- Soort Nectophrynoides frontierei
- Soort Nectophrynoides laevis
- Soort Nectophrynoides laticeps
- Soort Nectophrynoides minutus
- Soort Nectophrynoides paulae
- Soort Nectophrynoides poyntoni
- Soort Nectophrynoides pseudotornieri
- Soort Nectophrynoides tornieri
- Soort Nectophrynoides vestergaardi
- Soort Nectophrynoides viviparus – Levendbarende pad
- Soort Nectophrynoides wendyae

Adenomus · 
Altiphrynoides · 
Amazophrynella · 
Anaxyrus · 
Ansonia · 
Atelopus · 
Barbarophryne · 
Blythophryne · 
Bufo · 
Bufoides · 
Bufotes · 
Capensibufo · 
Churamiti · 
Dendrophryniscus · 
Didynamipus · 
Duttaphrynus · 
Epidalea · 
Frostius · 
Ghatophryne · 
Incilius · 
Ingerophrynus · 
Laurentophryne · 
Leptophryne · 
Melanophryniscus · 
Mertensophryne · 
Metaphryniscus · 
Nannophryne · 
Nectophryne · 
Nectophrynoides · 
Nimbaphrynoides · 
Oreophrynella · 
Osornophryne · 
Parapelophryne · 
Pedostibes · 
Pelophryne · 
Peltophryne · 
Phrynoidis · 
Poyntonophrynus · 
Pseudobufo · 
Rentapia · 
Rhaebo · 
Rhinella · 
Sabahphrynus · 
Schismaderma · 
Sclerophrys · 
Strauchbufo · 
Truebella · 
Vandijkophrynus · 
Werneria · 
Wolterstorffina · 
Xanthophryne